# Paepalanthus refractifolius
Paepalanthus refractifolius är en gräsväxtart som beskrevs av Silveira. Paepalanthus refractifolius ingår i släktet Paepalanthus och familjen Eriocaulaceae. Inga underarter finns listade i Catalogue of Life.